# Zoo de Gizeh
Le Zoo de Gizeh (arabe "حديقة حيوانات الجيزة") est le plus grand zoo d'Égypte. Il se situe dans la ville du Caire.
Y a été livré en 1915 un pont suspendu, fabriqué par la société de construction de Levallois-Perret